# Семихатов, Николай Александрович
Никола́й Алекса́ндрович Семихатов (10 декабря 1918, с. Полчаниновка, Саратовский уезд, Саратовская губерния — 11 апреля 2002, Екатеринбург) — советский инженер-конструктор, учёный в области теории, методологии проектирования, экспериментальной обработки и изготовления систем автоматизации и управления движущихся объектов и сложных технологических процессов. Участник Великой Отечественной войны. Академик Академии наук СССР. Герой Социалистического Труда.
Главный конструктор систем управления всех советских БРПЛ ВМФ и ряда оперативно-тактических ракет сухопутных войск СССР.

## Биография
Родился 10 декабря 1918 года в селе Полчаниновка Саратовского уезда Саратовской губернии (ныне — Татищевский район Саратовской области) в семье гидрогеолога А. Н. Семихатова.
В 1920 году семья переехала в Москву.
В 1937 году окончил среднюю школу № 168 и поступил в Московский энергетический институт.
В 1942 году окончил электрофизический факультет МЭИ и работал инженером Государственного НИИ-20 в г. Барнаул. В 1942 году призван Барнаульским РВК, участвовал в боевых действиях Великой Отечественной войны.
С 1946 по 1953 год Николай Александрович Семихатов работал в Москве в НИИ-885 у одного из ведущих советских конструкторов систем автономного управления ракетными и ракетно-космическими комплексами Н. А. Пилюгина.
После создания в 1952 году СКБ-626 при Союзном заводе № 626 в г. Свердловске — дублёра НИИ-885 для разработки и изготовления систем управления баллистическими ракетами, Н. А. Семихатов в числе других молодых конструкторов был переведён в новое КБ.
С 1953 года инженером — старшим научным сотрудником работает в СКБ-626 (с 1958 года НИИ-592, ныне «НПО автоматики» имени академика Н. А. Семихатова). Позднее возглавил НПО, став главным конструктором (1976—1992). С 1992 года — в должности советника руководителя «НПО автоматики».
Умер 11 апреля 2002 года в Екатеринбурге, похоронен на Широкореченском кладбище.

### Семья
Брат — Семихатов Михаил Александрович (1932—2018) — учёный-геохимик, академик РАН (1994), заведующий лабораторией геологического института РАН (г. Москва).

## Награды и звания
Доктор технических наук (1976), профессор (1981), академик АН СССР с 1990 года, член Международной энергетической академии (1995), почётный член Академии навигации и управления (1996), член РАРАН (1998), заведующий кафедрой ТПРА Уральского политехнического института (1976—1998), сопредседатель Совета Главных конструкторов предприятий ВПК «большого» Урала, член редакционной коллегии журнала «Ракетно-космическая техника» (1959—1992). Автор более 350 научных трудов по специальным темам на правах рукописи (1953—1997), награждён:
- Герой Социалистического Труда (1961)
- Четыре ордена Ленина
- Два ордена Отечественной войны 1-й степени (08.12.1944[2], 06.11.1985[3])
- Орден Отечественной войны 2-й степени (20.07.1944)[4]
- Орден Красной Звезды (26.04.1945)[5]
- Орден «Знак Почёта»[6]
- Лауреат Ленинской премии (1959)
- Дважды лауреат Государственной премии СССР (1968 и 1978)
- Заслуженный деятель науки и техники РСФСР (1979)
- Почётный гражданин Свердловской области (1998)

## Память

Мемориальная доска в Северодвинске на доме № 57 по улице Первомайской

- Именем Академика Семихатова названа одна из улиц города Екатеринбурга (бульвар Академика Семихатова Н. А.)
- В городе Северодвинске на доме № 57 по улице Первомайской, где Семихатов жил с 1974 по 1984 год, установлена мемориальная доска[7].